# ワルサーPDP
ワルサーPDP（Walther PDP、パフォーマンスデューティピストル）は、ドイツのワルサーが2021年にワルサーPPQの代替品として設計した自動式拳銃。従来のワルサー拳銃よりもモジュール化して設計されている。

## 歴史
最初の試作品は2020年に供給され 、2021年2月に正式に発売された。PDPが発売したことで、PPQは生産を終了した。

## 設計
PDPは9×19mmパラベラム弾を使用するストライカー撃発式の自動式拳銃で、作動方式はショートリコイルを採用している。以前のPPQよりもグリップが長く、装弾数が多い。グリップフレームはフルサイズとコンパクト2種類が提供され、 表面加工が施されている。このため照準しやすく、悪天候でのピストルの取り扱いが改善されている。

PDPのスライドはフライス加工されており 、改造なしでドットサイトを装着できる。3点式のサイトはグロックシリーズのものと同じ取り付け方法が採用され、サードパーティーのグロック用サイトを装着できる。
トリガーはPPQと互換性を持つが、トリガー距離が短く軽量化されている。トリガーの重さは約25N(5.6lbf)。

## 派生型

### PDP SD Pro
2022年、ワルサーはスレッド銃身、強化光学カット、フレアマグウェルエクステンション、改良型トリガーを含む射撃競技向けのPDP SD Proを発売した。

### PDP Fシリーズ
2022年後半、ワルサーは「トリガー距離とグリップ円周を縮小し、スライドの動作を軽くしたPDP Fシリーズを発売した。

### PDP Match
2023年12月、ワルサーPDP Match およびPDP Match Steel Flameをリリースした。

## 採用例
ドイツ
2024年5月、ワルサーはドイツ連邦軍に最大6,500丁のPDPを供給する契約を締結した。PDPは軍事用に最適化され、P14(標準型)とP14(コンパクト型)がの名称が与えられる。
2023年2月、[System Pistole Spezialkräfte]プログラムの入札公募が発表された。これはドイツ軍の特殊部隊(KSK、KSM、および憲兵特殊部隊)向けに、既存のH&K P30とP9A1(グロック17 Gen3)に代わる新型拳銃の供給に関する7年間の契約とされた。
 アメリカ合衆国
- ペンシルベニア州警察。
- ブレバード郡保安官事務所。